# Куссі

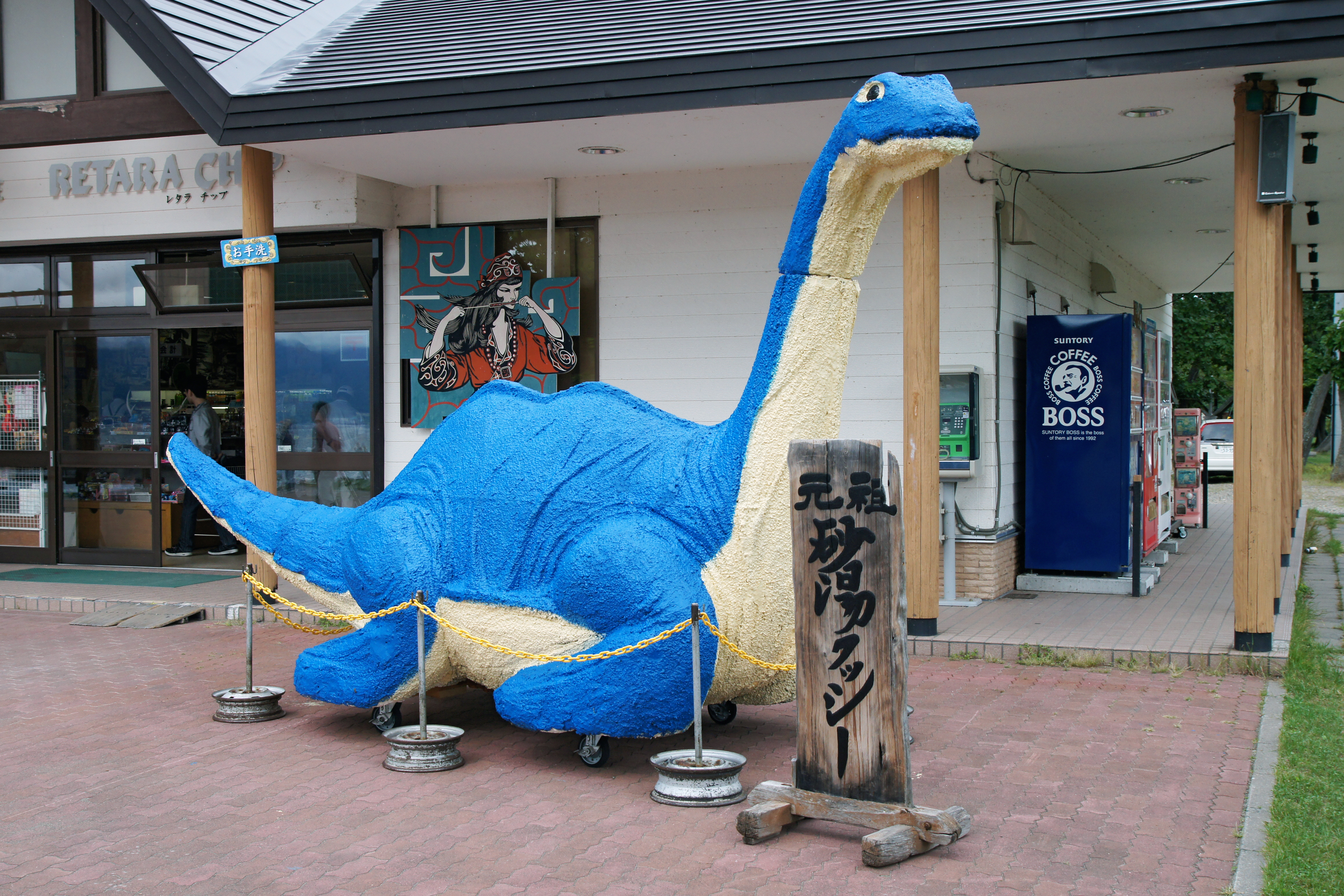
Статуя «Куссі», встановлена поблизу озера. Слід зазначити, що на цьому зображенні істота не схожа на те, як її описують очевидці: їй надано схожості з іншим, більш відомим криптидом — «Нессі».

Куссі (яп. クッシー, за Гепб. Kusshī) — криптид, який нібито мешкає в озері Кушаро на сході острова Хоккайдо (Японія). Ім'я «Куссі» істота отримала за аналогією зі знаменитою «Нессі». Існування Куссі ставиться під сумнів, і нові повідомлення про її спостереження з 2000-х років майже відсутні, але вона лишається популярним криптидом в Японії (наряду з Іссі — криптидом з озера Ікеда, що на острові Кюсю). Окрім повідомлень очевидців, існує навіть ряд фоторафій Куссі, але їх достеменність лишається сумнівною.

## Зовнішній вигляд
Куссі описують як істоту довжиною 10-20 метрів, з шиєю помірної довжини. Голову часто порівнюють за формою з конячою, тільки більших розмірів. Іноді згадуються два виступи на голові, схожі на роги жирафи, а також кілька горбів на спині. Забарвлення найчастіше темно-коричневе. Деякі очевидці стверджують, ніби істота видавала дивні звуки, схожі на хрюкання або клацання. Часто повідомляється про доволі велику швидкість пересування Куссі у воді, порівнювану зі швидкістю моторного човна.

## Історія спостережень
Історії про «велетенських змій», що нібито живуть в озері й нападають на оленів, відомі ще від айнів, які здавна населяють цю місцевість. Про спостереження подібної істоти неодноразово повідомлялося у сорокових-п'ятдесятих роках XX сторіччя. Але справжній ажіотаж у японських ЗМІ викликали численні випадки спостережень у 1970-х роках, коли істоту нібито бачили навіть десятки людей одночасно. Подібні повідомлення час від часу з'являлися до кінця 1990-х. Нижче наведено декілька прикладів.
- У листопаді 1972 року неназваний чоловік, що проїздив автомобілем повз озеро, побачив об'єкт, схожий на перевернутий догори дном човен, який швидко плив у воді.
- Існує фотографія, зроблена 1974 року, на якій нібито зображено Куссі, але через якість фоторафії не зрозуміло, що саме на ній зображено (зовнішнє посилання на фотографію).
- У серпні 1973 року про спостереження невідомої істоти біля берега повідомила група школярів і їхніх вчителів, що перебували на екскурсії до розташованої поблизу гори Мокото. Загальна кількість очевидців склала близько 40[3].
- 18 вересня 1974 року група з 15 очевидців бачила в озері щось схоже на трикутні горбки, які рухалися над поверхнею зі швидкістю моторного човна і виглядали блискучими, ніби були вкриті лускою. Через деякий час «горбки» занурилися. У тому ж місяці 1974 року місцева телерадіокомпанія «Hokkaido Broadcasting» Corporation протягом місяця проводила дослідження озера, у тому числі силами аквалангістів, але жодних доказів існування криптида знайдено не було[3]
- У 1988 році чоловік, на ім'я Такасі Мурата розповів, ніби його моторний човен в озері переслідувала невизначена велика тварина. Над водою було видно лише спину істоти, яку очевидець порівняв зі спиною дельфіна. Деякий час тварина не відставала, лишаючись на відстані приблизно 15 метрів від човна, який доволі швидко рухався, після чого зникла під водою.
- У червні 1997 року пожежники з міста Тесікаґа помітили Куссі на відстані приблизно в 100 метрах від дороги, якою їхали повз озеро. Розміри істоти вони оцінили у приблизно 20 метрів, відзначивши також наявність у неї спинного плавця.

У 2000-х роках кількість повідомлень про появи Куссі значно зменшилася.

## Теорії
Озеро Куттяро, розташоване у кратері згаслого вулкана, є доволі великим для озер такого типу, маючи діаметр приблизно 57 км і досягаючи глибини 117,5 м. Тим не менш, умови озера незручні для водних організмів, оскільки вулканічні гази, що виділяє його дно, сильно закислюють воду, а землетрус, що стався у цьому районі в 1938 році, забруднив воду сіркою. В озері мешкають стійкі до кислого середовища риби (наприклад, завезена до озера райдужна форель), але в цілому потенційні запаси їжі для настільки великої тварини обмежені.
Частина любителів криптозоології вважає, що Куссі може бути динозавром — завроподом чи плезіозавром. Слід зазначити, що свідчення очевидців не повідомляють про наявність довгої шиї, що була характерною рисою цих тварин. З усім тим, у масовій культурі Куссі часто зображують саме так (див. фото статуї на початку статті). Це можна вважати спекуляцією і спробою наблизити образ Куссі до образу набагато більш відомого і популярного Лох-Несського чудовиська (очевидно, для сприяння притоку туристів до озера).
Ще більш екзотичне пояснення полягає в тім, що Куссі — це велетенський черевоногий молюск (насамперед слимак).
Прихильники раціональних пояснень припускають, що за велику істоту могли приймати зграї риб, що мешкають в озері — таких як райдужна форель, нерка або сахалінський таймень, хоча це не пояснює випадків, коли над водою бачили голову істоти. Також є теорія, що за чудовисько приймали коня або ж оленя, що плив озером — тим більше очевидці дуже часто порівнюють голову Куссі з кінською і згадують про наявність рогів, а один з них навіть спочатку подумав, що це і є кінь, але підійшовши, зрозумів, що істота набагато більша. Цій теорії суперечать розміри Куссі, а також велика швидкість її плавання, якщо тільки ствердження про це не є вигадками.
Крім того, взимку на озері Куттяро спостерігається явище, відоме як «оміватарі» — через температурний градієнт крига на поверхні тріскається, утворюючи хвилястий торос (подібне явище більш відоме за проявами на озері Сува). В процесі формування це явище нагадує стрімкий рух величезної змії, що пливе озером, ламаючи кригу. Існує думка, що айнська легенда про озерного змія могла бути пов'язана саме з цим.